# Salvacañete
Salvacañete es un municipio y localidad española de la provincia de Cuenca, en la comunidad autónoma de Castilla-La Mancha. Cuenta con una población de 288 habitantes (INE 2024). En el término se encuentran las aldeas de La Hoya del Peral, El Masegar, Masegarejo, Casas Nuevas, La Hondonada y La Nogueruela.

## Toponimia
Al referirse a la Virgen de la Zarza, patrona de Cañete, el licenciado José Julián Mayordomo comenta:

Sin embargo, cita la tradición, que la acusación de robo de la imagen por parte de la villa valenciana de Castiel-Fabit, que pertenece al obispado de Segorbe (Reino de Valencia), distante de Cañete a unas cinco leguas aproximadamente, determinó el acontecimiento de varios sucesos de carácter violento, entablándose una dura batalla entre los habitantes de una y otra población en el lugar llamado Fuentes Claras, donde lograrían vencer los cañeteros gracias a la valiosa colaboración de los vecinos del citado lugar, que desde entonces y en su honor a tal acontecimiento, pusieron el nombre de SALVACAÑETE".

## Geografía
Integrado en la comarca de Serranía Baja, se sitúa a 87 km de la capital provincial. El término municipal está atravesado por la carretera nacional N-420 entre los pK 514 y 525, además de por carreteras locales que se dirigen hacia Alcalá de la Vega y Toril y Masegoso.  
El relieve del municipio por las montañas de la Serranía y el río Cabriel, que cruza el territorio de norte a sur, junto con numerosos arroyos. Las montañas más destacables son la Peña del Ocejón (1629 m), en el límite con la provincia de Teruel, la Cruz de los Tres Reinos (1558 m), en el límite con las provincias de Teruel y Valencia, y el pico Modorro (1494 m). La altitud oscila entre los 1629 m al norte (Peña del Ocejón) y los 1150 m al sur, a orillas del río Cabriel. El pueblo se alza a 1209 metros sobre el nivel del mar.
| Noroeste: Zafrilla y Albarracín (Teruel) | Norte: Toril y Masegoso (Teruel) | Nordeste: Alobras (Teruel) y Veguillas de la Sierra (Teruel) |
| Oeste: Tejadillos                        |                                  | Este: Castielfabib (Valencia) y Vallanca (Valencia)          |
| Suroeste: Salinas del Manzano            | Sur: Alcalá de la Vega           | Sureste: Algarra                                             |

## Historia
Aunque es de suponer el establecimiento o paso de antiguas civilizaciones prerromanas (lusones, beribraces y/u olcades) en el término de Salvacañete, los primeros restos constatables de presencia humana en la zona pertenecen a la época romana, de los que destaca el llamado Tesoro. Su descubrimiento se hizo público en 1934, así como su composición: catorce denarios romanos, el más moderno fechado entre 100-95 a. C.; dos dracmas de Arse y sesenta y tres denarios íberos. La fecha de su ocultación gira en torno al 95 a. C., época que se enclava en el periodo de levantamiento de los íberos (98-94 a. C.). Una parte de este hallazgo arqueológico está expuesto en el Museo Histórico Provincial. También en Salvacañete y junto a la ermita de la patrona (Virgen de Valdeoña) hay restos de una villa romana en la cual existe un mosaico con decoración de tipo geométrico. 
Debe efectuarse un salto hasta la Edad Media para poder hallar referencias históricas relacionadas con Salvacañete. Según Trifón Muñoz Soliva, durante las numerosas incursiones del Cid Campeador contra las tropas sarracenas en su paso por Aragón hacia Valencia, objetivo claro de su conquista, llevó a cabo un pacto con su aliado Abu Mernan Huzeil de Aben Razin. Creyendo lo más conveniente efectuar su paso desde Toledo por estas tierras conquenses, edificaría una fortaleza en el pueblo de La Frontera, pasando desde este punto a Aragón por Beteta y Molina. Luego por Cañete y Castielfabib, que intentó reconstruir, para llegar a Valencia y cercar la ciudad del Turia. La ruta más lógica entre estos dos pueblos debe pasar obligatoriamente por el pueblo. 

Documentalmente está probado que estaba considerado como aldea de Moya durante el siglo XV (1459), aunque con la constitución del marquesado de Moya en 1475 pasa a considerarse pueblo y formar parte del mismo: 
"Comprendía el Marquesado de Moya los siguientes pueblos: Henarejos, Cardenete, Carboneras, San Martín de Boniches, Villar del Humo, Pajaroncillo, Campillos Sierra, Huerta y Laguna Marquesado, Zafrilla, Tejadillos, Salinas, Salvacañete, Boniches, Alcalá de la Vega, El Cubillo, Algarra, Garcimolina, Talayuelas, Aliaguilla, Narboneta, Garaballa, Campillos de Paravientos, Santa Cruz de Moya, Campalbo, Casas de Pedro Alonso, Santo Domingo y los Huertos".
No vuelve a cobrar importancia histórica Salvacañete hasta el siglo XIX, cuando la Guerra de la Independencia afecta a sus habitantes. En sus parajes actúa la cuadrilla del Tío Pedro frente al invasor francés, realizando numerosos ataques sorpresa a los ejércitos napoleónicos. Tras el final de esta contienda bélica, pululan por estos confines cuadrillas de antiguos guerrilleros, ahora bandoleros, de entre la que destaca la cuadrilla del Viejo, que hace estragos por la zona de la sierra de Teruel, el Maestrazgo y la Serranía conquense. 
A partir de 1822 se adscribe definitivamente al corregimiento o partido de Cañete. Durante las guerras carlistas, es el marco de algunas maniobras bélicas de importancia. A mediados del siglo XIX, el lugar tenía contabilizada una población de 994 habitantes. Aparece descrito en el decimotercer volumen del Diccionario geográfico-estadístico-histórico de España y sus posesiones de Ultramar de Pascual Madoz de la siguiente manera:

SALVACAÑETE: l. con ayunt. en la prov. y dióc. de Cuenca (8 1/2 leg.), part. jud. de Cañete (1 1/2), aud. terr. de Albacete (21), y c. g. de Castilla la Nueva (Madrid 32). sit. al estremo NE. de la prov. en terreno quebrado y á la márg. izq. del r. Cabriel: su clima es frio, combatido por los vientos de N. y O. y poco propenso á enfermedades. Consta de 250 casas, inclusa la de avunt.; igl. parr., servida por un cura de entrada, un beneficiado y un teniente para su anejo Salinas de Fuente del Manzano; para surtido del vecindario hay buenas aguas. El térm. confina por N. con el de Terriente, prov. de Teruel; E. Algarra; S. Alcalá de la Vega, y O. Salinas de Fuente del Manzano: en su jurisd. se hallan comprendidos 28 rentos ó cas. de los que se hace mencion en sus respectivos lugares y 2 fáb. de hierro: el terreno es muy quebrado y poblado de pinos, robles, encinas y otro arbustos; la parte reducida á cultivo es de 2,000 fan., y lo restante está destinado á pastos que son de escelente calidad: el citado r. cruza su térm. en direccion de N. á S.; los caminos son locales, y el de Teruel á Cuenca tambien pasa por el pueblo, el estado de aquellos y el de este es malo; la correspondencia se recibe de la administracion de la cap. de prov. prod.: trigo, cebada, centeno, avena y algunas legumbres; se cria ganado lanar y vacuno, caza de liebres, perdices, conejos, corzos y venados, y pesca de truchas barbos y peces. ind.: la agrícola y pecuaria, 2 fáb, de hierro, un molino harinero y algunos telares de lienzos del pais y cordellates. pobl.: 250 vec., 994 alm. cap. prod.: 2.391,600 rs. imp.: 119,580.
En 11 de marzo de 1836, el comandante general de la prov. de Cuenca, se disponia en esta pobl. con la columna de su mando á atacar á Forcadell que en el mismo dia llegó al pueblo de Alcalá. Sabedor de esto el carlista, determinó tomar la iniciativa; encontró las fuerzas de la reina posicionadas del alto de la pobl., embistieron estas y se reconcentraron luego en Salvacañete; hubo una accion que duró mas de 6 horas alcabo de cuyo tiempo retrocedió Forcadell á tomar el camino de Albarracin, habiendo costado á unos y otros varios muertos y heridos.
(Madoz, 1847, p. 709)

La historia más reciente de Salvacañete incluye los acontecimientos desarrollados durante el siglo XX. Es a principios de este siglo cuando alcanza su cenit poblacional (1641 habitantes); durante el segundo cuarto de siglo se constituye en territorio propicio para las actividades de los maquis de la Agrupación Guerrillera de Levante, debido a lo intrincado del terreno y a los numerosos caseríos y aldeas dispersos por su término. 
Ya durante la segunda mitad del siglo padece uno de los fenómenos sociológicos más frecuentes del desarrollismo franquista: una gran parte de los lugareños en edad laboral parte hacia los grandes núcleos industriales (Barcelona, Valencia, Madrid) en búsqueda de un porvenir. A resultas de este hecho, la población desciende hasta el medio millar de habitantes durante la década de 1970, situándose en las últimas décadas entre los 325 y 400 habitantes. 
Hoy en día constituye un apacible lugar, que se convierte en destino estival de numerosos salvacañeteros que regresan durante las vacaciones laborales a la tierra que les vio nacer.También se dice que antiguamente se llamaba fuentes claras del cabriel,pero esto no esta confirmado

## Demografía
Salvacañete cuenta con una población de 288 habitantes (INE 2024).
| Gráfica de evolución demográfica de Salvacañete entre 1842 y 2021                                                   |
| |
| Población de derecho según los censos de población del INE Población de hecho según los censos de población del INE |

Siguiendo las corrientes migratorias de las décadas de 1960 y 1970, muchos de los habitantes abandonan Salvacañete para emigrar a las grandes ciudades. Los tres principales destinos fueron Barcelona, Madrid y Valencia, así como sus áreas metropolitanas. 
El hábitat es rural ya que resulta un conjunto de formas y acciones vinculadas a la vida del campo. La forma del pueblo es la más idónea para la defensa. Comparte la estructura de gran parte de los pueblos castellanos: plaza central redonda en medio del pueblo, casas dispuestas en orden cerrado y contiguas, así como calles estrechas.

## Economía
Aunque en la actualidad se ha iniciado con relativo éxito el sector hostelero, la principal fuente de recursos del pueblo siguen siendo las labores tradicionales: agricultura y ganadería, aunque también existe una consolidada industria forestal (serrería).

## Patrimonio
- Castillo de Torrefuerte. Castillo del siglo XIII[3] con remodelaciones del siglo XV. Se encuentra en una finca particular, no permitiéndose la visita al público.